# 아메바 소녀들과 학교괴담: 개교기념일
《아메바 소녀들과 학교괴담: 개교기념일》은 대한민국에서 제작된 2024년 공포 영화이다. 김도연 등이 주연으로 출연하였다.

## 출연
- 김도연: 지연 역
- 손주연: 하은별 역
- 강신희: 현정 역
- 정하담: 민주 역
- 전소민
- 고규필